# Psittacanthus lamprophyllus
Psittacanthus lamprophyllus är en tvåhjärtbladig växtart som beskrevs av August Wilhelm Eichler. Psittacanthus lamprophyllus ingår i släktet Psittacanthus och familjen Loranthaceae. Inga underarter finns listade i Catalogue of Life.